# FMおおつ
株式会社FMおおつ（エフエムおおつ）は、滋賀県大津市の一部地域を放送対象地域として超短波放送（FM放送）をする特定地上基幹放送事業者である。
FMおおつそのままの愛称でコミュニティ放送をしている。

## 概要
2018年（平成30年）開局。
毎日新聞の記者だった古田誠が中心となって設立した。
「人と人との接着剤になりたい」がコンセプト。
出資比率から代表取締役社長の古田誠ら3人がマスメディア集中排除原則にいう支配関係にある。
本社・演奏所（スタジオ）・送信所は大津市山上町のシャルム皇子山にあり、特定地上基幹放送局の呼出符号はJOZZ7BR-FM、呼出名称はエフエムおおつ、周波数79.1MHz、空中線電力10 Wで放送区域は大津市の一部地域。
- 市内の世帯の約7割、10万世帯をカバーする[6]。

インターネット配信はFM++による。
自社制作番組とミュージックバードからのネット受けで番組を編成し、月曜午前0時 - 6時を除く24時間放送をしている。

## 沿革
- 2017年（平成29年）
  - 2月17日 - 株式会社FMおおつ設立[7]
- 2018年（平成30年）
  - 2月20日 - 特定地上基幹放送局の予備免許取得[5]
  - 3月16日 - 試験電波発射開始[6]
  - 3月29日 - 特定地上基幹放送局の免許取得[8]
  - 4月1日 - 開局[8][6]
  - 10月1日 - FM++によるインターネット配信開始[9]

## 主な番組

### 自社制作番組
- ランチタイムおおつ[10]（月 - 金 11:00 - 13:00/再放送 20:00 - 22:00）
- ええとこおおつ[11]（月 - 金 17:30 - 18:00）
- こんばんは、おおつ[12]（月 - 金 18:00 - 20:00/再放送 22:00 - 24:00）
- れいことピアノタイム[13]（金曜 13:00 - 13:30）
- ひろと税理士の 税金 なんでも相談室[14]（金曜 13:30 - 14:00）
- 渡部けい子のニコニコ相談室[15]（金曜 14:30 - 15:00）
- FM Otsu English Hour[16]（土 8:00 - 8:30） - 2022年のミュージックバードの改変で全国放送された[17]。
- 土曜LOVEおおつ[18]（土 8:30 - 10:00/再放送 21:00 - 22:30）
- 音楽の館[19]（土 16:00 - 18:30/再放送 土曜 25:00 - 27:30）